# Stazione di Neive
La stazione di Neive è una fermata ferroviaria posta sulla linea Alessandria-Cavallermaggiore. Serve il centro abitato di Neive.

## Storia
La stazione entrò in funzione il 25 febbraio 1865, in concomitanza all'attivazione del tronco Canelli-Bra. In origine l'impianto era dotato di due binari.
A seguito della statizzazione delle ferrovie, tra il 1905 e il 1906, la linea in ultimo gestita dalla Società per le Strade Ferrate del Mediterraneo venne incorporata nella rete statale e l'esercizio degli impianti fu assunto dalle Ferrovie dello Stato.
Dal 2001 la gestione dell'intera linea, e con essa quella della fermata di Neive, passò in carico a Rete Ferroviaria Italiana la quale ai fini commerciali classifica l'impianto nella categoria "Bronze".
Essa rimase senza traffico dal 30 aprile 2010 per effetto della sospensione del traffico sulla tratta Alba-Castagnole, a causa deil'instabilità alla galleria Ghersi (posta tra Barbaresco e Alba), che necessitava di ingenti interventi strutturali per la messa in sicurezza.. Tale sospensione fu rimarcata definitivamente dal 17 giugno 2012 per decisione della Regione Piemonte, che a differenza della confinante Lombardia non intese avviare un programma di valorizzazione del trasporto su ferro, decretando la sospensione dei contratti di servizio su numerose linee secondarie di propria competenza.
La fermata è tornata operativa dal 4 maggio 2019, con la riapertura parziale del tronco Alba-Castagnole a scopi turistici, limitato nel tratto Neive-Castagnole delle Lanze, come prosecuzione delle tratte Asti-Castagnole-Nizza (già riaperte dall'11 novembre 2018), facendo da capolinea ad un'automotrice ALn 668, giunta da Torino via Asti. Mentre il restante tratto fino ad Alba è stato riaperto allo stesso scopo dal 27 novembre 2021.
Dopo anni di battaglie dei territori, a giugno 2022 viene approvata dalla Regione la riapertura al servizio commerciale delle tratte Alba-Asti e Mortara-Casale, che avrebbe avuto effetto a partire da settembre 2023.
La tratta Asti-Alba è stata ufficialmente riaperta al servizio ordinario dall'11 settembre 2023 e la fermata è nuovamente servita da 6 coppie giornaliere di treni nei giorni feriali.

## Strutture ed impianti

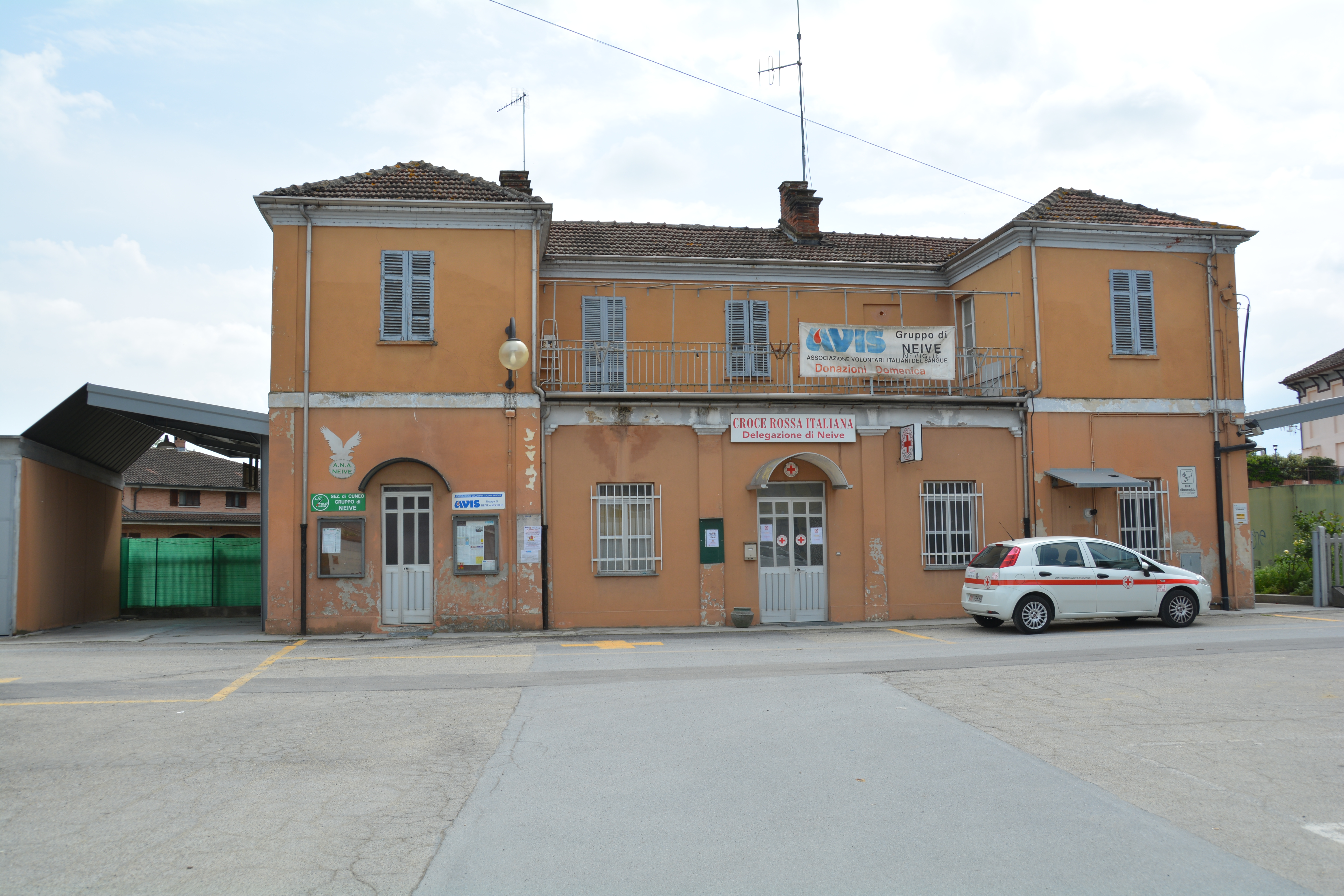
La stazione lato strada

La fermata è dotata del solo binario di corsa della linea ferroviaria.
Il fabbricato viaggiatori disposto su due piani ospita la sede della Croce Rossa Italiana.

## Movimento
L'impianto è servito da treni regionali feriali svolti da Trenitalia sulla relazione Alba-Asti, nell'ambito del contratto di servizio stipulato con la Regione Piemonte.
Dal 2019, l'impianto è servito su calendario da treni storici della Fondazione FS.

## Servizi
La fermata, classificata da RFI nella categoria "Bronze" dispone di:
- Servizi igienici